# Ерік Маквудс
Ерік Маквудс (англ. Eric McWoods; нар. 21 жовтня 1995, Сент-Луїс, Міссурі, США) — американський футболіст, нападник.

## Ранні роки
Народився в Сент-Луїсі. Батьки Еріка не дозволили йому займатися американським футболом, тому у віці 8 років він почав займатися футболом. Протягом чотирьох років грав за Середню школу Кірквуда, де встановив шкільні рекорди за кількістю забитих м'ячів у грі (5), сезоні (40) та кар’єрі (87). Під час останнього року названий Найкращим гравцем США у своїй віковій категорії і найкращим атакувальним гравцем штату Міссурі за версією NHSCAA. Також грав у баскетбол і займався легкою атлетикою. 

## Клубна кар'єра

### «Транс» (Нарва)
Наприкінці року прибув до Швеції на 12-денний перегляд футболістів. Після нього агент форварда Олександрс Чекулаєвс порадив йому перейти до естонського клубу «Нарва-Транс». У січні 2019 року підписав контракт з «Трансом» (Нарва), де став першим американським легіонером в історії команди. Швидко став одним із лідерів колективу та улюбленцем нарвських уболівальників. У своєму першому сезоні допоміг клубу виграти Кубок Естонії 2018/19. 21 липня 2019 року оформив хет-трик в переможному (3:2) домашньому матчі проти «Тулевіка». Продовжував демонструвати прекрасну форму в липні, завдяки чому став гравцем місяця Мейстріліги в сезоні 2019 року. За підсумками сезону увійшов до символічної збірної турніру. У 31-му матчі відзначився 13-ма голами.
Вигравши Кубок Естонії, Маквудс і «Нарва» кваліфікувалися до Ліги Європи УЄФА 2019/20. Вони грали в першому кваліфікаційному раунді і зіграли в нічию проти чорногорської «Будучності». Проте у двоматчевому матчі «Нарва» програла із загальним рахунком 1:6. У листопаді 2019 року стало відомо, що футболіст покинув клуб.

### «Залаегерсег»
У січні 2020 року перейшов до команди «Залаегерсег» з вищого дивізіону чемпіонату Угорщини.

### «Бальцан»
Влітку 2020 року перейшов у «Бальцан» з Прем'єр-ліги Мальти.

### «Фінн Гарпс»
Після нетривалого періоду перебування в йорданській «Аль-Акабі», перейшов до представника Прем’єр-дивізіону Ліги Ірландії «Фінн Гарпс».

### «Сандвікен»
2 березня 2023 року підписав контракт зі шведською командою «Сандвікен».

## Досягнення
«Транс» (Нарва)
- Кубок Естонії
  -  Володар (1): 2018/19

«Кліфтонвілл»
- Кубок північноірландської ліги
  -  Володар (1): 2024/25

### Індивідуальні
- Гравець місяця Мейстріліги: липень 2019[9]